# Аристий
Ари́стий (др.-греч. Ἀριστίας; VI век до н. э.) — древнегреческий поэт и драматург, сын трагика Пратина. Его могилу Павсаний видел в Флиунте (Флиасия, Пелопоннес).
Как и его отец, был автором сатировских драм, считавшихся лучшими после произведений Эсхила.
Аристий упоминается в жизнеописании Софокла как один из поэтов, с которыми последний спорил. Помимо двух сатировских драм, «Керес» (Κῆρες) и «Киклоп» (Κύκλωψ), Аристию принадлежат ещё три пьесы («Антей», «Орфей» и «Аталанта»), которые были либо сатировскими драмами, либо трагедиями.